# Ван Тихелт, Дирк
Дирк Ван Тихелт (нидерл. Dirk Van Tichelt, р.10 июня 1984) — бельгийский дзюдоист, бронзовый призёр Олимпийских Игр в Рио-Де-Жанейро 2016, чемпион Европы, призёр чемпионатов мира и Европейских игр, многократный чемпион Бельгии.

## Биография
Родился в 1984 году в Тюрнхауте.
В 2008 году стал чемпионом Европы, а на Олимпийских играх в Пекине занял там 5-е место. В 2009 году стал бронзовым призёром чемпионата мира.
В 2012 году принял участие в Олимпийских играх в Лондоне, где занял 8-е место.
В 2013 году вновь стал бронзовым призёром чемпионата мира. В 2015 году завоевал бронзовую медаль Европейских игр.
В 2016 году на Олимпийских играх в Рио-де-Жанейро завоевал бронзовую медаль, в полуфинале проиграв японскому дзюдоисту Сёхэй Оно (который в итоге завоевал золото), но в борьбе за третье место победил венгра Миклоша Унгвари.
8 августа 2016 года на Дирка и его спарринг-партнёра напали на пляже Копакабана в Рио-де-Жанейро, когда после завоевания бронзовой медали на олимпийских играх они отправились праздновать победу, во время отдыха ван Тихелт и его партнёр стали жертвой кражи — неизвестный похитил у них мобильный телефон. Дирк ван Тихелт догнал вора, однако тот не отдал телефон, несколько раз ударив ван Тихелта по лицу. Бельгиец обратился за помощью в полицию, а затем — за медицинской помощью. В ходе осмотра выяснилось, что серьезных травм у спортсмена нет .